# Thomas Niklasson
Thomas Ingemar Niklasson, född 7 september 1947 i Vissefjärda, Kalmar län, är en svensk organist, som har varit domkyrkoorganist i Växjö domkyrka.

## Biografi
Niklasson tog 1980 organistexamen och körpedagogexamen vid Musikhögskolan i Stockholm. Han blev sedan organist i Kalmar domkyrkoförsamling. 1995 blev Niklasson domkyrkoorganist i Växjö domkyrkoförsamling.
Niklasson samarbetade ofta med kammarorkestern Musica Vitae. Han arbetade mycket med restaureringen och återställandet av Wahlberg-orgeln i Växjö domkyrka.